# Август Ланнер
Август Ла́ннер (нім. August Lanner; 23 січня 1835, Відень, Австрійська імперія — 27 вересня 1855, там же) — австрійський композитор і диригент. Син Йозефа Ланнера.

## Життя та творчість
Закінчив школу Святої Анни, але музичну освіту здобув поза нею. Музиці Августа Ланнера почав навчати його дядько, королівсько-імператорський придворний диригент, Йозеф Штребінгер, після чого почав брати уроки у віденських композиторів, Йозефа Хельмесбергера і професора Йозефа Майзедера.
1843 року, коли Августу Ланнеру було вісім років, помер його батько — Йозеф Ланнер. Цього ж року він керував оркестром свого батька на концерті у Bräuhausgarten in Fünfhaus, який відвідало близько двох тисяч глядачів. Писати музику Август Ланнер почав у 1853 році, але вже через два роки, у двадцять років, помер від захворювання легень. За цей період він встиг скласти близько тридцяти танців.

## Твори
1. «D'ersten Gedanken»
2. «Sperl»
3. «Frühlingsknospen»
4. «Original»
5. «Gruss an die Steiermark»
6. «Heiligenstädter-Souvenir»
7. «Brabanter-Klänge» — вальс
8. «Annen»
9. «Sofien-Klänge» — вальс
10. Marsch
11. «Die Drei und Zwanziger» — вальс
12. «Keolanthe»
13. «Kränzchen-Stammblätter» — вальс
14. «Amalien»
15. «Ballnacht-Träume» — вальс
16. «Scherz»
17. «Elisabeth Bürger-Ball-Tänze»
18. «Kaiser-Braut-Ankunfts»
19. «Die Gemüthlichen Wiener» — вальс
20. «Elfen»
21. «Festgedichte» — вальс
22. «Vermählungs» —
23. «Kränzchen-Fest» —
24. «Prinzessin Sophie-Dorothea»
25. «Isar-Klänge» —
26. «Die Orientalen» —
27. «Vergissmeinnicht» —
28. «Mur-Lieder» —
29. «Brucker-Jux» —
30. «Der Tanz durch's Leben»
31. «Waldvögerln»
32. «Wiener Tanzeln aus der guten, alten Zeit»
33. «Die Gustwerber»